# Kobieta na skraju dojrzałości
Kobieta na skraju dojrzałości (org. Young Adult, 2011) – amerykański film tragikomiczny w reżyserii Jasona Reitmana i według scenariusza Diablo Cody, twórców filmu Juno (2007).
Światowa premiera filmu miała miejsce 9 grudnia 2011 roku. W polskich kinach film pojawił się 17 lutego 2012 roku.

## Opis fabuły
Mavis Gray jest autorką powieści dla nastolatków. Kobieta właśnie przyjechała w odwiedziny do swojego rodzinnego miasteczka z zamiarem odzyskania szkolnej miłości, jaką był dla niej Buddy Slade. Niestety mężczyzna jest żonaty. Powrót do domu okazuje się trudniejszy niż myślała. Mavis odnawia niezwykłą więź z dawnym kolegą, który radzi jej jak ma postąpić.

## Obsada
- Charlize Theron jako Mavis Gary
- Patton Oswalt jako Matt Freehauf
- Patrick Wilson jako Buddy Slade
- Elizabeth Reaser jako Beth Slade
- Collette Wolfe jako Sandra Freehauf
- Jill Eikenberry jako Hedda Gary
- Richard Bekins jako David Gary
- Mary Beth Hurt jako Jan

i inni

## Nagrody i nominacje
16. ceremonia wręczenia Satelitów
- nominacja: najlepsza aktorka w filmie fabularnym − Charlize Theron

69. ceremonia wręczenia Złotych Globów
- nominacja: najlepsza aktorka w filmie komediowym lub musicalu − Charlize Theron